# Isodontia petiolata
Isodontia petiolata är en biart som först beskrevs av Dru Drury 1773.  Isodontia petiolata ingår i släktet Isodontia och familjen grävsteklar. Inga underarter finns listade i Catalogue of Life.